# Inversió de Jaramillo

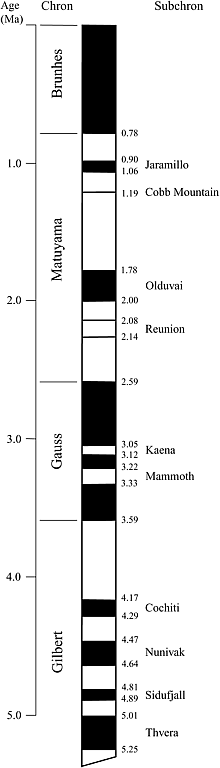
Inversions geomagnètiques recents

La inversió de Jaramillo va ser una inversió i excursió del camp magnètic terrestre que es va produir fa aproximadament un milió d'anys. A l'escala de temps geològica va ser una inversió positiva «a curt termini» a la cronozona magnètica invertida Matuyama, llavors dominant; el seu inici està àmpliament datat a 990.000 anys BP, i el seu final a 950.000 BP (tot i que també es troba una data alternativa de fa 1,07 milions d'anys a 990.000 a la literatura científica).
Les causes i els mecanismes de les inversions i excursions a curt termini com el Jaramillo, així com les principals inversions de camp magnètic com la inversió de Brunhes-Matuyama, són objecte d'estudi i disputes entre els investigadors. Una teoria associa el Jaramillo amb l'esdeveniment de l'impacte de Bosumtwi, com ho demostra un camp de tectita a Costa d'Ivori, encara que aquesta hipòtesi s'ha afirmat com «altament especulativa» i «refutada».
Un estudi posterior va trobar que la deposició del camp escampat de Costa d'Ivori i l'inici de la inversió de Jaramillo no eren contemporanis com s'havia inferit anteriorment. Estan separats en el temps per 30.000 anys.